# Solveig Gulbrandsen
Solveig Gulbrandsen, född 12 januari 1981, är en norsk fotbollsspelare. Hon är mittfältare i klubben Kolbotn. Gulbrandsen debuterade i det norska landslaget 1998. Gulbrandsen tog guld vid sommar-OS i Sydney 2000 och silver vid EM 2005.